# Příhrazy
Příhrazy jsou malá vesnice, část obce Žďár v okrese Mladá Boleslav. Nacházejí se v severozápadní části Chráněné krajinné oblasti Český ráj, asi 1,5 kilometru jižně od Žďáru. Příhrazy leží v katastrálním území Žďár u Mnichova Hradiště o výměře 8,98 km². Na jižním okraji vsi se zvedají pískovcové Příhrazské skály, chráněné jako přírodní rezervace.

## Historie
První písemná zmínka o vesnici pochází z roku 1720.